# Hjelm
Hjelm est une petite île danoise inhabitée située dans le fjord de Horsens (en), à l'est du Jutland. Connue pour son histoire médiévale liée au rebelle Marsk Stig, elle est aujourd'hui un site naturel protégé et un lieu de randonnée historique.

## Géographie
Hjelm s'étend sur environ 1 km de longueur pour 0,5 km de largeur, avec un paysage dominé par des falaises rocheuses et des prairies côtières. Elle se situe à 12 km au nord-est de Horsens, dans une zone du fjord reconnue pour sa richesse écologique.

## Histoire

### Moyen Âge et Marsk Stig
En 1286, après l'assassinat du roi Éric V Klipping, le noble Marsk Stig est accusé de complicité et exilé. Selon les chroniques médiévales, il se réfugie sur Hjelm et y construit une forteresse, Hjelm Slot, pour résister au pouvoir royal. Les vestiges de cette forteresse, notamment des fondations et des remparts, attestent d'une occupation militaire stratégique au XIIIe siècle.

### Fouilles archéologiques
Des fouilles menées dans les années 1990 par le Musée national du Danemark ont révélé des artefacts médiévaux (armes, poteries) et confirmé l'utilisation de l'île comme base défensive.

## Biodiversité et protection
Hjelm fait partie d'une zone Natura 2000 depuis 2003, protégeant ses colonies d'oiseaux marins (sternes, mouettes) et ses populations de phoques. L'accès est régulé pour préserver l'écosystème.

## Culture et légendes
Marsk Stig est une figure héroïque dans le folklore danois, souvent associée à la rébellion contre la couronne. Son exil sur Hjelm a inspiré des ballades médiévales, comme la « Ballade de Marsk Stig » (Marsk Stigs Viser), compilée au XVIe siècle.

## Tourisme
L'île est accessible via des excursions en bateau organisées depuis Horsens ou Juelsminde. Les visiteurs peuvent y explorer :
- Les ruines de Hjelm Slot.
- Des sentiers de randonnée avec panneaux explicatifs.
- Des zones d'observation des phoques et oiseaux.